# 나나오 하루히
나나오 하루히(일본어: 七緒 はるひ, 1973년 2월 11일 ~ )는 일본의 성우이다. 본래 성은 테라다(일본어: 寺田)이다.

## 출연작

### TV 애니메이션
1997년
- 출동! 메가트레인(도지라스)

2000년
- 유희왕 듀얼몬스터즈(쿠자크 마이)

2001년
- 후르츠 바스켓(소마 카나)

2002년
- 디지몬 프론티어(라나몬)

2006년
- 갤럭시 앤젤룬(온천군)
- 새벽녘 전보다 유리색인 Crescent Love(타카미자와 하루히)
- 디지몬 세이버즈(피요몬)

2008년
- 펭귄의 문제(마츠우라 선생님)

### 극장판 애니메이션
2016년
- 짱구는 못말려 극장판: 폭풍수면! 꿈꾸는 세계 대돌격(요시나가 미도리)

2024년
- 극장판 짱구는 못말려: 우리들의 공룡일기(요시나가 미도리)

### OVA
1997년
- 동창회 Yesterday Once More(코바야카와 미즈호)

2001년
- ONE~빛나는 계절에~(나나세 루미)

### 웹 애니메이션
2007년
- 휴대전화소녀(린)